# ساوتلانا کورولوا (مدل)
ساوتلانا کورولوا (به انگلیسی: Svetlana Koroleva) (زاده ۱۲ فوریه ۱۹۸۳) مدل روسی است.
او در سال ۲۰۰۲ دختر شایسته روسیه شد.